# Arthur Motzki
Arthur Motzki (ur. 10 października 1879 w Olsztynie, zm. 26 marca 1966) – nauczyciel gimnazjum w Braniewie i Olsztynie, doktor filozofii, autor książek i publikacji historycznych.

## Życiorys

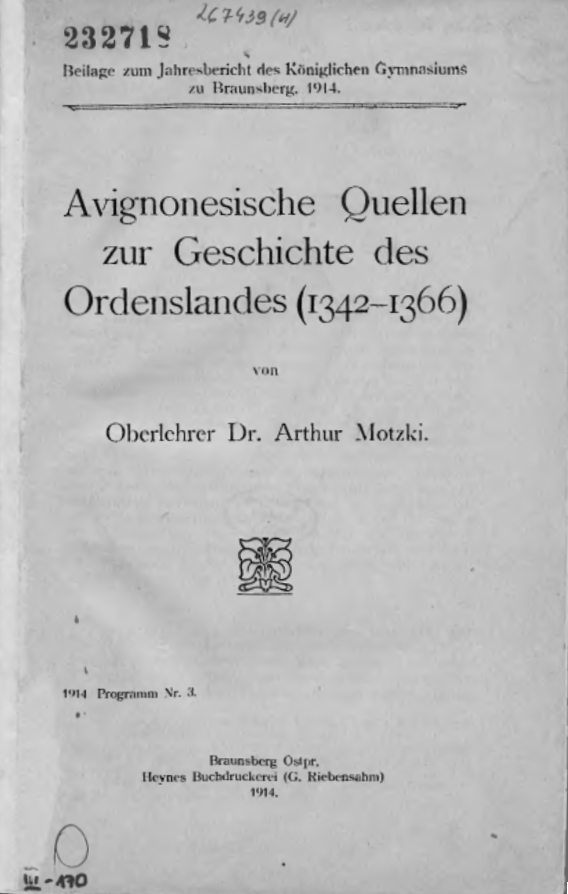
Avignonesische Quellen zur Geschichte des Ordenslandes, Braniewo 1914

Urodził się 10 października 1879 w Olsztynie jako syn Antona, kupca z Królewca. Uczęszczał do Kneiphöfisches Gymnasium w Królewcu, najstarszej szkoły w Prusach Wschodnich. W 1899 uzyskał maturę. Następnie studiował teologię i filozofię na uczelniach w Braniewie oraz w Królewcu. 10 grudnia 1903 uzyskał na Uniwersytecie w Królewcu stopień doktora na podstawie pracy Eubulos von Probalinthos und seine Finanzpolitik.
14 lipca 1904 roku zdał egzamin nauczycielski (wissenschaftliche Prüfung) z przedmiotów historia, geografia i język angielski. W 1904 rozpoczął pracę w gimnazjum w Braniewie jako nauczyciel stażysta (Seminarkandidat). W latach 1905–1906 wyjechał na studia z archiwistyki do Rzymu. 1 sierpnia 1906 rozpoczął pracę w gimnazjum w Giżycku, od 1 października 1906 w gimnazjum w Braniewie. W 1907 otrzymał tytuł Oberlehrer (starszy nauczyciel). W latach 1905–1906 kontynuował studia w Watykanie z zakresu archiwistyki. Od 1914 roku był żołnierzem w I wojnie światowej, w latach 1915–1916 przebywał w niewoli rosyjskiej na Syberii. W 1920 uzyskał stopień nauczyciela mianowanego (Studienrat) w gimnazjum w Braniewie. Po przejęciu rządów przez narodowych socjalistów został karnie przeniesiony, ze względów politycznych, do gimnazjum w Olsztynie. W latach 1945–1947 był internowany w Danii, od 1947 mieszkał w Saarbrücken, następnie w Lüdinghausen.
Jest autorem wielu opracowań historycznych w języku niemieckim, publikował też po łacinie i w języku angielskim. Był członkiem Warmińskiego Towarzystwa Historycznego, publikował na łamach Zeitschrift für die Geschichte und Altertumskunde Ermlands.
Był żonaty z Ellą Haub. 